# Voralpenstadion Vöcklabruck
Das Voralpenstadion Vöcklabruck (seit 2012 Volksbankstadion Vöcklabruck) ist eine Fußballstadion mit Leichtathletikanlage in der österreichischen Stadtgemeinde Vöcklabruck, Bundesland Oberösterreich. Es war die Heimspielstätte des Fußballclubs 1. FC Vöcklabruck, heute beherbergt es den neugegründeten Vöcklabrucker Sportclub und ist darüber hinaus Ausweichstadion des SV Austria Salzburg bei Spielen im ÖFB Pokal, da das Sportzentrum ASKÖ Salzburg West im Stadtteil Maxglan nicht den Mindestanforderungen entspricht. Das Voralpenstadion bietet 4400 Zuschauern Platz, davon 1000 überdachte Sitzplätze. Bei Konzerten ist eine Kapazität von 10.400 Besuchern möglich. Die Anlage umfasst neben einem Klubgebäude mit Restaurant einen V.I.P.-Raum, Schulsportanlagen, eine Tischtennisanlage, Schwerathletikräume, eine Schießanlage, drei Nebenspielfelder (davon ein Kunstrasenfeld), drei Faustballplätze sowie einen Beachvolleyballplatz.

## Geschichte

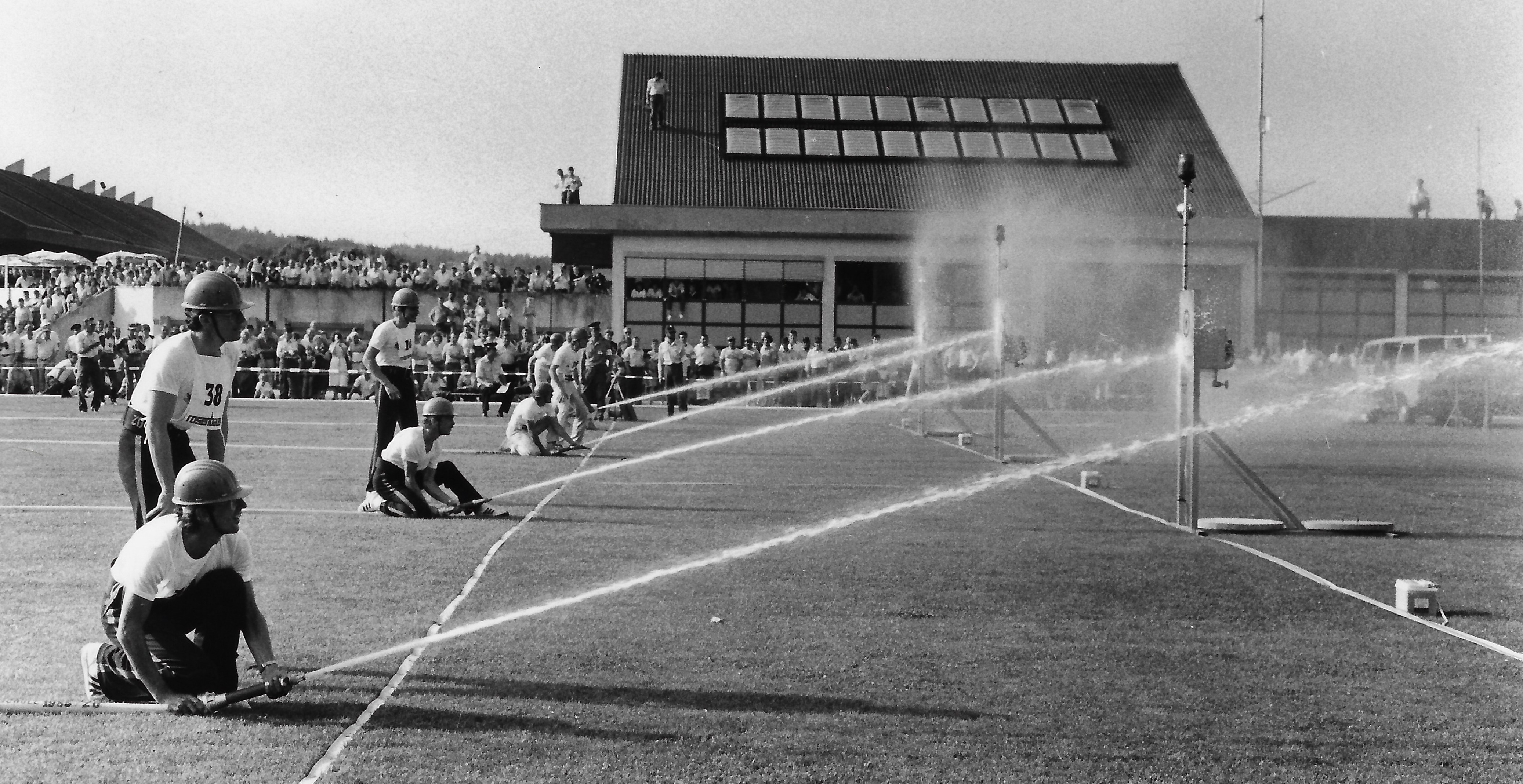
Voralpenstadion 1985: Disziplin Löschangriff bei der Feuerwehr-Olympiade

Die Sportanlage wurde im Jahr 1978 errichtet und am 2. September 1979 offiziell eröffnet. Mit der Eröffnung trugen fortan die damaligen Vöcklabrucker Fußballvereine ASKÖ und SV ihre Heimspiele im Voralpenstadion aus. Auch der Leichtathletikclub LCAV übersiedelte in die Anlage. Dieser brachte hier erfolgreiche Leichtathleten wie Andreas Berger hervor. Die Mehrzweckanlage ermöglichte es der Stadt Vöcklabruck, größere Veranstaltungen abzuhalten. Vom 15. bis 21. Juli 1985 wurden im Voralpenstadion die VIII. Internationalen Feuerwehrwettkämpfe des Weltfeuerwehrverbandes CTIF (Feuerwehrolympiade) ausgetragen. Dabei waren erstmals Freiwillige Feuerwehren bei den Feuerwehrsportwettkämpfen am Start. Sie begeisterten die Zuschauer ebenso wie die zahlreichen Leichtathletikveranstaltungen. Im August 2003 war das Stadion Schauplatz des 14. Europäischen Schützentreffens.
Das Areal des Stadions wurde 2006 bis 2007 renoviert um den gestiegenen Anforderungen des heimischen Fußballclubs 1. FC Vöcklabruck gerecht zu werden. Auffälligste Erneuerung ist dabei die Errichtung einer Flutlichtanlage 2006 sowie die Anbringung neuer Sitze in den Vereins- und Stadtfarben.

## Verkehrsanbindung
Die Sportanlage liegt direkt an der Wiener Straße B 1 im Stadtgebiet von Vöcklabruck. Vom Bahnhof Vöcklabruck fährt die Stadtbuslinie 4 innerhalb von 10 Minuten bis zum Stadion und zurück.